# Get Up! (Korn)
Get Up! è un singolo del gruppo musicale statunitense Korn, pubblicato il 6 maggio 2011 come primo estratto dal decimo album in studio The Path of Totality.

## Descrizione
Nona traccia dell'album, Get Up! ha visto la partecipazione del musicista dubstep statunitense Skrillex, che ha inserito le proprie sonorità al genere abituale del gruppo, il nu metal. Il singolo è stato inoltre inserito all'interno della colonna sonora del videogioco Madden NFL 12.

## Video musicale
Il videoclip, diretto da Sébastian Paquet e Joshua Allen, è stato pubblicato in anteprima dal sito della Roadrunner Records il 27 settembre 2011 e mostra i Korn eseguire il brano davanti al pubblico. È costituito da diversi filmati, che si spostano tra il palco, il pubblico e il dietro le quinte.

## Tracce
1. Get Up! (featuring Skrillex) – 3:42

## Formazione
Gruppo
- Jonathan Davis – voce
- James "Munky" Shaffer – chitarra
- Fieldy Arvizu – basso
- Ray Luzier – batteria

Produzione
- Jonathan Davis – produzione esecutiva
- Skrillex – produzione
- Jim Monti – produzione, ingegneria, missaggio
- Ted Jensen – mastering

## Classifiche
| Classifica (2011)             | Posizione massima |
| ----------------------------- | ----------------- |
| Stati Uniti (alternative)     | 26                |
| Stati Uniti (mainstream rock) | 10                |
| Stati Uniti (rock)            | 21                |
| Stati Uniti (rock digital)    | 12                |